# Club Baloncesto Vigo
Il Club Baloncesto Vigo è stata una società spagnola di pallacanestro femminile con sede a Vigo.

## Storia
Ha partecipato a quattro edizioni di Coppa Ronchetti tra il 1991-1992 e il 1994-1995.
Sponsorizzata dalla Xerox, è stata promossa dalla Primera División B nel 1989-1990 e ha rinunciato alla massima serie spagnola al termine della stagione 1995-1996; proprio quell'anno, l'altra società cittadina, il CD Bosco, ha rilevato il titolo di Primera División dell'Aucalsa Oviedo.